# Туссен, Алан
Ала́н Туссе́н (произносится Туса́н или Туса́нт, англ. Allen Toussaint, [ˈtuːsɑːnt]; 14 января 1938, Джерт Таун — 9 ноября 2015, Мадрид) — американский пианист, композитор и поэт-песенник, музыкальный продюсер.
Как пишет музыкальный сайт AllMusic, Алан Туссе́н практически в одиночку смастерил и ввёл в моду свежий, живой новоорлеанский ритм-н-блюзовый саунд, звучавший в 1960-е и 1970-е годы.
В 1998 году Алан Туссе́н был включён Зал славы рок-н-ролла (в категории «Неисполнители»).

## Дискография
- См. статью «Allen Toussaint § Discography» в английском разделе.